# Logiciel système des Nintendo Wii et Wii U
 (décembre 2018).
Les logiciels systèmes des Nintendo Wii et Wii U sont un ensemble de mises à jour de la version du firmware qu'ont subies la Nintendo Wii et la Wii U. Ces mises à jour, téléchargeables via la connexion Internet (et disponibles également dans certains jeux physiques), permettent à Nintendo d'ajouter ou de supprimer des logiciels et des données. Chaque mise à jour comprend aussi les données des mises à jour précédentes au cas où elles n'auraient pas été téléchargées.
- La version actuelle du logiciel système de la Nintendo Wii : 4.3 (disponible depuis le 6 novembre 2012).
- La version actuelle du logiciel système de la Nintendo Wii U : 5.5.6 (disponible depuis le 29 août 2022).

## Logiciel système de la Wii

### Mise à jour système de la Wii
Pour mettre à jour la console, il faut qu'elle soit connectée à Internet, puis se rendre dans « Paramètres de la console », section « Mise à jour ».
Ce tableau présente la liste des mises à jour de la Wii en Europe.
| Nom de la version | Date de sortie                                   | Description |
| ----------------- | ------------------------------------------------ | --- |
| Version 4.3       | 6 novembre 2012                                  | - Mise à jour de la chaîne boutique Wii (les anciens firmware ne peuvent plus y accéder) ; - Ajout de l'IOS62. |
| Version 4.3       | 7 septembre 2010                                 | - Mise à jour de la chaîne boutique Wii (les anciens firmware ne peuvent plus y accéder) ; - Ajoute une version coréenne de l'IOS E/J/U Wii. Cela a été fait pour empêcher les utilisateurs d'installer des anciennes versions de ces IOS, afin d'exploiter le fait que la fonction ES_AddTitleFinish ne vérifie pas les signatures ; - Mise à jour de tous les IOS pour une raison inconnue. |
| Version 4.3       | 21 juin 2010                                     | - Mise à jour de la chaîne boutique Wii (les anciens firmware ne peuvent plus y accéder) ; - Supprime la chaîne Homebrew et DVDX, titre ID HAXX, DVDX, JODI, DISC et DISK ; - DVDX ne fonctionne plus. Cependant, HBC 1.0.7 ou ultérieure contient les drapeaux de HW_AHBPROT, ce qui était autrefois DVDX ; - Mise à jour pour tous les IOS pour supprimer le « HackMii Installer Userland + Syscall IOS exploiter » ; - Ajout des IOS58 et IOS80 ; - Le menu système utilise maintenant l'IOS80 ; - L'IOS254 a été écrasé causant la suppression de BootMii s'il a été installé ; - Bannerbomb v2 ne fonctionne plus. Le menu système affiche « Erreur : 004 » s'il constate la présence de Bannerbomb ; - NANDFS escalade de privilège corrigé ; - ES_AddTitleFinish vérifie maintenant les signatures (Trucha Bug Restorer et semblables ne fonctionnes plus). |
| Version 4.2       | 28 septembre 2009                                | - Mise à jour de la chaîne boutique Wii (les anciens firmware ne peuvent plus y accéder) ; - Suppression du DVDX version 1 et de la Chaîne Homebrew en versions 1.0.4 et plus et blocs Bannerbomb v1 ; - Met en œuvre des contrôles plus forts de la région des jeux en vérifiant également la dernière lettre de l'ID de jeu ; - Refuse de démarrer et affiche le message « Erreur : 003 » sur les systèmes coréens dont la région du logiciel a été modifié ; - Installe le boot2v4 si elle n'avait pas été installé. Cela pourrait brider la console, la rendant inutilisable si le processus a été interrompu alors qu'il était en cours d'installation, ou si l'un des premiers blocs de la mémoire de la Wii est défaillant ; - Met à jour tous les IOS et ajoute l'IOS70 ; - Remplace les IOS 222, 223, 249 et 250 (endroits où les cIOSs sont installés) avec des modules. |
| Version 4.1       | 3 juillet 2009 15 juillet 2009 30 juillet 2009   | - Un bug a été corrigé si un jeu sur la console Virtuelle/WiiWare devait être joué à partir d'une carte SD, suivi par le jeu Wii Sports Resort, celui-ci rejouera la vidéo « comment utiliser le MotionPlus » qui normalement n'est jouée qu'au premier lancement du jeu ; - La mise à jour japonaise a modifié l'interface de la Chaîne Nintendo. |
| Version 4         | 25 mars 2009                                     | Fonction carte mémoire SD - Un menu Carte SD a été ajouté au menu Wii. Cela permet de démarrer un jeu console virtuelle, un titre WiiWare ou une chaîne Nintendo à partir d'une carte SD ou SDHC ; - Il est possible de télécharger des jeux, des titres et des chaînes directement sur une carte mémoire SD ou SDHC depuis la chaîne boutique Wii ; - La chaîne boutique Wii et la chaîne photos 1.1 assurent désormais la prise en charge des cartes mémoires de haute capacité SDHC ; - Une version mise à jour de la chaîne Wii Speak qui prend en charge les cartes mémoires de format SDHC est à télécharger depuis la chaîne boutique Wii. La version actuelle de la chaîne Wii Speak n'est pas compatible avec la version mise à jour. Chaîne boutique Wii - La chaîne boutique Wii comprend désormais la catégorie Virtual Console Arcade. |
| Version 3.4       | 17 novembre 2008                                 | - Support des claviers USB dans la Chaîne Mii ; - Contrôle parental amélioré ; - Augmentation du débit de transfert des cartes SD ; - Amélioration de la lecture du disque ; - Ajoute les IOS50 et IOS254 ; - Le menu système utilise maintenant l'IOS50 ; - L'IOS254 a été ajouté pour retirer le PatchMii Core ; - Le hack Twilight 0.1beta1 est maintenant détecté. |
| Version 3.3       | 12 novembre 2008                                 | - Mise à jour de la chaîne Nintendo. |
| Version 3.3       | 23 octobre 2008                                  | - La chaîne boutique Wii est mise à jour en ajoutant le module « Voir les manettes compatibles » dans la section des détails d'un jeu ainsi qu'un résumé de la classification des jeux. - Les IOS restants (ceux qui n'ont pas été corrigés par la mise à jour du 17 juin 2008) ont été corrigés pour empêcher l'installation de contenus possédant une fausse signature. |
| Version 3.3       | 22 juin 2008                                     | - Mise à jour de la chaîne photos en 1.1-A ; - Assure le support pour la chaîne Digicam Print au Japon. |
| Version 3.3       | 17 juin 2008                                     | - Mise à jour de la chaîne Mii pour permettre aux utilisateurs de déplacer un Mii de la Place Mii à Parade Mii ; - Également ajouté caractéristiques de frappe pour la chaîne Internet (exemple : appuyer sur la touche « - » agit désormais comme un retour en arrière pour nommer un nouveau Mii) ; - Patch les IOS30 et IOS31 pour empêcher les contenus possédant une fausse signature, tels que le Wii Freeloader, de fonctionner ; - Mise en place d'un contrôle rudimentaire pour supprimer le hack Twilight. |
| Version 3.2       | 25 février 2008 20 mars 2008 21 mars 2008        | Menu Wii - Une superposition a été ajoutée à la chaîne de disque pour montrer quand le disque inséré dans la console inclut une mise à jour. - Améliorations derrière les coulisses qui n’affectent pas de fonctions ou de menus en évidence mais qui amélioreront la performance de la console. Chaîne Nintendo - Vous pouvez maintenant télécharger la Chaîne Nintendo dans la Chaîne boutique Wii. |
| Version 3.1       | 10 octobre 2007 10 décembre 2007 30 janvier 2008 | - Il est maintenant possible d'utiliser un clavier USB avec la Wii (les claviers USB sont compatibles avec le menu Wii mais la chaîne votes et la chaîne Mii ne prennent pas en charge leur utilisation). |
| Version 3         | 6 août 2007                                      | Menu Wii - Les prévisions météorologiques sont désormais affichées sur l'icône de la chaîne météo dans le menu Wii ; - Les titres des dernières nouvelles sont dorénavant affichés sur l'icône de la chaîne infos dans le menu Wii ; - L'heure est maintenant affichée sur le menu Wii ; - La zone située autour du bureau Wii s'illumine désormais à la réception d'un message. Bureau Wii - Il est désormais possible de réorganiser les coordonnées de vos amis Wii dans le carnet d'adresses; de se rendre à l'écran d'inscription d'amis Wii en sélectionnant une case vide du carnet d'adresses en appuyant sur le bouton A ; - Les enveloppes-icônes apparaissent dorénavant uniquement sur les dates dans le calendrier lorsqu'un message est reçu ; - L'historique des messages envoyés est désormais affiché dans les activités du jour sous forme de carnet. On peut faire défiler le texte d'un message en appuyant sur le bouton B ; Chaîne boutique Wii - La fonction de recherche de la console virtuelle a été améliorée. |
| Version 2.2       | 11 avril 2007                                    | - Résolution de problèmes de connexion qui affectaient un petit nombre d’utilisateurs qui se sont connectés en ligne par le biais d’un fournisseur de service Internet particulier avec un routeur spécifique fournit par celui-ci. |
| Version 2.1       | 10 janvier 2007 26 janvier 2007                  | - Ajout de la chaîne infos ; - Correction d'un bug avec la sortie RGB Péritel. |
| Version 2.0       | 19 novembre 2006                                 | Menu initial en Europe. |

## Logiciel système de la Wii U

### Mise à jour système de la Wii U
| Nom de la version | Date de sortie                                | Description |
| ----------------- | --------------------------------------------- | --- |
| Version 5.5.6     | 29 août 2022                                  | Amélioration de la stabilité du système et autres ajustements - D'autres améliorations pour la stabilité globale du système et d'autres ajustements mineurs ont été apportés pour améliorer l'expérience utilisateur (uniquement l'Amérique du nord 5.5.6 U). |
| Version 5.5.5     | 2 mars 2021                                   | Amélioration de la stabilité du système et autres ajustements - D'autres améliorations pour la stabilité globale du système et d'autres ajustements mineurs ont été apportés pour améliorer l'expérience utilisateur. |
| Version 5.5.4     | 24 juin 2019                                  | Amélioration de la stabilité du système et autres ajustements - D'autres améliorations pour la stabilité globale du système et d'autres ajustements mineurs ont été apportés pour améliorer l'expérience utilisateur. |
| Version 5.5.3     | 3 septembre 2018                              | Amélioration de la stabilité du système et autres ajustements - D'autres améliorations pour la stabilité globale du système et d'autres ajustements mineurs ont été apportés pour améliorer l'expérience utilisateur. |
| Version 5.5.2     | 17 juillet 2017                               | Amélioration de la stabilité du système et autres ajustements - D'autres améliorations pour la stabilité globale du système et d'autres ajustements mineurs ont été apportés pour améliorer l'expérience utilisateur. |
| Version 5.5.1     | 16 janvier 2016                               | Amélioration de la stabilité du système et autres ajustements - D'autres améliorations pour la stabilité globale du système et d'autres ajustements mineurs ont été apportés pour améliorer l'expérience utilisateur. |
| Version 5.5.0     | 17 août 2015                                  | Modification du menu système et du menu HOME - Suppression de l'icone Nintendo TVii dans les systèmes USA (U) Amélioration de la stabilité du système et autres ajustements - D'autres améliorations pour la stabilité globale du système et d'autres ajustements mineurs ont été apportés pour améliorer l'expérience utilisateur. |
| Version 5.4.0     | 9 juin 2015                                   | Modification du menu système et du menu HOME - Suppression de l'icone Nintendo TVii dans les systèmes Japonais et Européen (JP ET EU) Amélioration de la stabilité du système et autres ajustements - D'autres améliorations pour la stabilité globale du système et d'autres ajustements mineurs ont été apportés pour améliorer l'expérience utilisateur |
| Version 5.3.2     | 5 décembre 2014                               | Amélioration de la stabilité du système et autres ajustements - D'autres améliorations pour la stabilité globale du système et d'autres ajustements mineurs ont été apportés pour améliorer l'expérience utilisateur |
| Version 5.3.1     | 1er décembre 2014                             | Téléchargement d'un correctif pour Mario Kart 8 - Résolution d'un problème qui a abouti pour certains utilisateurs de recevoir un code d'erreur (104-1852) lors du chargement d'une vidéo Mario Kart 8 sur YouTube Amélioration de la stabilité du système et autres ajustements - D'autres améliorations pour la stabilité globale du système et d'autres ajustements mineurs ont été apportés pour améliorer l'expérience utilisateur |
| Version 5.3.0     | 10 novembre 2014                              | Modification des paramètres système - Rajout du paramètre Amiibo dans les paramètres systèmes. Le Paramètre Amiibo permet aux utilisateurs d'enregistrer le propriétaire du Amiibo et son surnom, de la suppression des données écrites sur un Amiibo par logiciels pris en charge, ou de réinitialiser un Amiibo Amélioration de la stabilité du système et autres ajustements - D'autres améliorations pour la stabilité globale du système et d'autres ajustements mineurs ont été apportés pour améliorer l'expérience utilisateur |
| Version 5.2.0     | 29 septembre 2014                             | Les modifications apportées au Menu Wii U - Les dossiers peuvent maintenant être créés dans le Menu Wii U pour organiser et tenir des icônes de logiciels - Une icône Téléchargement a été ajoutée au menu Wii U - Le lancement du menu Wii peut être maintenant être fait en appuyant sur + sur la télécommande Wii à l'écran Gamepad. Les modifications apportées au menu de démarrage rapide - Le menu de démarrage rapide va maintenant être afficher lorsque la Wii U est sous tension du téléviseur télécommande Wii U GamePad - Des options ont été ajoutées aux paramètres d'alimentation permettant aux utilisateurs de cacher certains logiciels à partir du menu de démarrage rapide Les modifications apportées au menu HOME - La conception et la mise en page du menu HOME a été mis à jour - Les modifications apportées au Nintendo eShop - Utilisation de caractères spéciaux non utilisé lorsque le rachat cartes Nintendo eShop (O, I, Z, etc.) Amélioration de la stabilité du système et autres ajustements - D'autres améliorations pour la stabilité globale du système et d'autres ajustements mineurs ont été apportés pour améliorer l'expérience utilisateur |
| Version 5.1.2     | 18 août 2014                                  | Amélioration de la stabilité du système et autres ajustements - D'autres améliorations pour la stabilité globale du système et d'autres ajustements mineurs ont été apportés pour améliorer l'expérience utilisateur |
| Version 5.1.1     | 5 août 2014                                   | Amélioration de la stabilité du système et autres ajustements - D'autres améliorations et des ajustements mineurs ont été apportés à la stabilité du système afin d'améliorer l'expérience de l'utilisateur. |
| Version 5.1.0     | 22 juillet 2014                               | Transfert de données entre deux consoles Wii U - L'option de transfert de données d'une console Wii U vers une autre est désormais disponible dans les paramètres de la console. Les logiciels Wii U, les données d'utilisateurs et les données Wii peuvent être transférés. - Toutes les données sont transférées en une fois et effacées de la console Wii U source après le transfert. Les données sauvegardées sur la console cible avant le transfert seront remplacées par les données de la console source. Les logiciels et autres articles achetés dans le Nintendo eShop sur la console cible peuvent en revanche être téléchargés à nouveau gratuitement. Pour ce faire, l'identifiant Nintendo Network de l'utilisateur doit être associé à nouveau à un utilisateur de la console après le transfert. Nintendo eShop - Il est désormais possible de naviguer dans le Nintendo eShop en utilisant une manette Wii U Pro, une télécommande Wii, une manette classique ou une manette classique pro. Amélioration de la stabilité du système et autres ajustements - D'autres améliorations et des ajustements mineurs ont été apportés à la stabilité du système afin d'améliorer l'expérience de l'utilisateur. |
| Version 5.0.0     | 3 juin 2014                                   | Ajout du démarrage rapide pour le Wii U GamePad - L'écran de démarrage rapide s'affiche lorsque la console Wii U est allumée à l'aide du GamePad. On y trouve les logiciels utilisés ou installés récemment, et ceux-ci peuvent être démarrés immédiatement, sans passer par le menu Wii U. Le démarrage rapide est idéal pour les utilisateurs qui souhaitent démarrer les jeux sans attendre. Ajout de notifications pour le Wii U GamePad - Ce service vous permet de recevoir des notifications de Nintendo au sujet, par exemple, de logiciels et produits sélectionnés, ainsi que des offres promotionnelles. Si une notification est reçue alors que la console est éteinte, le GamePad émet un son et la notification s'affiche sur son écran un court instant. Il est également possible de consulter les notifications sur l'écran de démarrage rapide. Les paramètres relatifs aux notifications peuvent être ajustés dans les paramètres d'alimentation, accessibles depuis les paramètres de la console. Les horaires d'affichage automatique des notifications peuvent également être ajustés. Amélioration des fonctions en mode veille - Les mises à jour de la console sont non seulement téléchargées, mais sont aussi installées automatiquement (console éteinte). Menu Wii U - Dorénavant, lorsqu'un utilisateur sélectionne son Mii dans le menu Wii U, l'écran des paramètres de l'utilisateur s'affiche. La présentation de l'écran des paramètres de l'utilisateur ont été améliorés. Il est également possible de changer d'utilisateur depuis cet écran. Paramètres de la console - Une option permettant d'accéder aux paramètres de démarrage rapide depuis les paramètres d'alimentation a été ajoutée. C'est également là qu'il est possible d'ajuster les paramètres des notifications du Wii U GamePad. Menu HOME - Une icône permettant d'accéder au service des notifications de la console (pas du Wii U GamePad) a été ajoutée au menu HOME. Amélioration de la stabilité du système et autres ajustements - D'autres améliorations et des ajustements mineurs ont été apportés à la stabilité du système afin d'améliorer l'expérience de l'utilisateur. |
| Version 4.1.0     | 1er avril 2014                                | Amélioration de la stabilité du système et autres ajustements - D'autres améliorations et des ajustements mineurs ont été apportés à la stabilité du système afin d'améliorer l'expérience de l'utilisateur. |
| Version 4.0.3     | 24 février 2014                               | Amélioration de la stabilité du système et autres ajustements - D'autres améliorations et des ajustements mineurs ont été apportés à la stabilité du système afin d'améliorer l'expérience de l'utilisateur. |
| Version 4.0.2     | 18 novembre 2013                              | Amélioration de la stabilité du système et autres ajustements - D'autres améliorations et des ajustements mineurs ont été apportés à la stabilité du système afin d'améliorer l'expérience de l'utilisateur. |
| Version 4.0.0     | 1er octobre 2013                              | Seconde mise à jour majeure 2013 : Option de téléchargement automatique de logiciel - La console Wii U peut à présent recevoir automatiquement des logiciels et des versions démo recommandées par Nintendo via SpotPass. Cette option peut être désactivée en sélectionnant PARAMÈTRES INTERNET dans les paramètres de la console. Saisie de texte avec un clavier USB - Lorsqu'un clavier apparaît à l'écran, il est maintenant possible d'entrer votre texte avec un clavier USB. (Certains logiciels peuvent ne pas être compatibles.) Restriction de l'utilisation d'un identifiant Nintendo Network sur un autre appareil - Les parents peuvent à présent restreindre l'accès de leurs enfants à un identifiant Nintendo Network depuis d'autres appareils, tels qu'un PC ou un smartphone. Pour modifier cette option, choisissez un Mii d'utilisateur depuis l'écran de sélection du Mii, puis sélectionnez PARAMÈTRES DE L'UTILISATEUR, VOIR OU MODIFIER LES INFORMATIONS DE L'UTILISATEUR et enfin CHANGER LES PARAMÈTRES DE L'IDENTIFIANT NINTENDO NETWORK. Wii U Chat - Lors d'un appel ou de la réception d'un appel, vous pouvez désormais voir le profil de vos amis sur Miiverse. - Il est possible de communiquer à l'aide d'un casque connecté au Wii U GamePad. Navigateur Web - Les noms d'utilisateur et les mots de passe peuvent être sauvegardés lorsque vous accédez à des sites web. - Les captures d'écran effectuées depuis le téléviseur ou l'écran du Wii U GamePad peuvent être téléchargées vers certains sites (tels que Facebook, Twitter et Tumblr). Pour ce faire, appuyez sur le bouton HOME afin de mettre le logiciel en pause, et accédez au navigateur Web. - Le navigateur peut lire des documents PDF en ligne. (Selon leur taille ou leur format, certains fichiers peuvent ne pas s'afficher correctement. Les fichiers PDF ne peuvent pas être sauvegardés.) - Appuyez sur les boutons L ou R du GamePad pour naviguer dans une vidéo. Maintenez le bouton R enfoncé pour lire une vidéo en avance rapide. - Les outils de développement et l'agent utilisateur sont mis à la disposition des développeurs de sites web. Menu Wii U - Une icône a été ajoutée sur le menu Wii U pour accéder à la liste d'amis. Mode Wii - Un logiciel peut maintenant être affiché sur le téléviseur seulement, ou à la fois sur le téléviseur et sur l'écran du Wii U GamePad. (Dans le cas où un logiciel Wii est affiché sur les deux écrans, les boutons du GamePad ne sont pas utilisés. Une télécommande Wii ou télécommande Wii Plus est nécessaire pour utiliser ces logiciels avec le capteur du GamePad.) - La technologie Surround Dolby Pro Logic II est maintenant disponible pour les logiciels Wii compatibles. Paramètres de la console - Une nouvelle option a été ajoutée dans les Paramètres Internet. Elle permet de recevoir automatiquement de logiciels envoyés par Nintendo. - Il est maintenant possible de sélectionner le type de câble de sortie audio dans les paramètres TV. Même si la Wii U est connectée au téléviseur par un câble HDMI, vous pouvez également la connecter à des haut-parleurs disponibles dans le commerce via un câble stéréo AV Wii ou tout autre câble audio. - Une option a été ajoutée afin de régler l'intervalle (en heures) auxquels les fonctions en mode veille sont effectuées. Pour y accéder, activez les fonctions en mode veille dans les paramètres d'alimentation. Amélioration de la stabilité du système et autres ajustements - D'autres améliorations et des ajustements mineurs ont été apportés à la stabilité du système afin d'améliorer l'expérience de l'utilisateur. |
| Version 3.1.0     | 10 juillet 2013                               | Amélioration des fonctions en mode veille - La console Wii U peut maintenant se connecter régulièrement à Internet quand elle est en veille pour échanger diverses données via SpotPass. Elle peut également télécharger et installer des mises à jour pour la console ou ses logiciels. Les mises à jour des logiciels sont installées pendant que la console est en veille, et les mises à jour de la console sont installées la prochaine fois que la console est allumée. Amélioration de la stabilité du système et autres ajustements - Des améliorations générales et d'autres ajustements mineurs ont été effectués afin d'optimiser la stabilité du système et le confort d'utilisation. |
| Version 3.0.1     | 21 mai 2013                                   | Amélioration de la stabilité du système - Amélioration de la compatibilité avec certains logiciels |
| Version 3.0.0     | 26 avril 2013                                 | Ajout de l'option Fonctions en mode veille - Elle permet de télécharger et d'installer automatiquement des données de mises à jour (système et logiciels) et des données pour les logiciels achetés, après que la console a été éteinte. Mise à jour de Miiverse - Ajout de la compatibilité avec la télécommande Wii, la manette Wi U Pro et la manette classique. - L'écran de saisie des messages écrits à la main est maintenant affiché également sur le téléviseur et dispose maintenant des options *Annuler et Restaurer. Mise à jour du navigateur Web - Ajout de la compatibilité avec la télécommande Wii et de la manette Wi U Pro. - Il est maintenant possible de changer de moteur de recherche pour chercher des mots-clés. - Il est maintenant possible de retourner à la page de démarrage depuis les favoris. Mise à jour du Nintendo eShop - Lors de l'achat d'un logiciel téléchargeable, toutes les mises à jour disponibles pour ce logiciel sont également téléchargées. Mise à jour du gestionnaire des téléchargements - Il est maintenant possible de changer l'ordre des téléchargements. - Les logiciels téléchargeables sont installés automatiquement à la fin de leur téléchargement. Mise à jour du contrôle parental - L'option « Vidéos distribuées » est devenue « Logiciels (autres que les jeux) ». La première fois qu'un logiciel ou un service de cette catégorie (logiciel de lecture de vidéos par exemple) est démarré, un écran d'avertissement demandant l'autorisation des parents ou tuteurs est affiché. Accès direct au menu Wii - Au démarrage de la console, lorsque le logo Wii U apparaît, vous pouvez accéder directement au menu Wii en maintenant le bouton B sur le Wii U GamePad. (Si aucun utilisateur par défaut n'a été choisi, vous devez d'abord sélectionner un utilisateur sur l'écran de sélection de l'utilisateur.) Mise à jour des paramètres de la console - Le gestionnaire des données autorise maintenant la connexion simultanée de deux supports de sauvegarde USB afin de faciliter le déplacement et la copie de données. Les données peuvent être copiées déplacées entre la mémoire de la console et l'un des supports USB, ou entre les supports USB. (La connexion simultanée de deux supports USB n'est possible que dans le gestionnaire de données, veillez à ne connecter qu'un seul support USB dans les autres situations.) - Le gestionnaire de données permet maintenant de déplacer, copier et effacer plusieurs logiciels à la fois. - L'option Téléviseur permet maintenant d'ajuster la taille de l'affichage sur le téléviseur. (Auparavant, cette option était disponible au sein de certaines applications uniquement – Miiverse, Nintendo eShop et navigateur Web. Ces options séparées ont été retirées.) - L'option « Extinction automatique » a été renommée « Paramètres d'alimentation », et contient maintenant l'option supplémentaire « *Fonctions en mode veille ». Amélioration de la stabilité du système et du confort d'utilisation - Des améliorations ont été apportées afin d'optimiser la stabilité du système et le confort des utilisateurs.Les temps de démarrage de la console Wii U et des applications incluses, les temps d’extinction des logiciels et de retour au menu principal, les temps de passage d’une application à l’autre ou d’un logiciel vers Miiverse ont été réduits. |
| Version 2.1.3     | 5 mars 2013                                   | Amélioration de la stabilité du système. |
| Version 2.1.0     | 5 décembre 2012                               | Amélioration de la stabilité du système et autres ajustements visant à améliorer l’expérience de l’utilisateur. |
| Version 2.0.0     | USA : 18 novembre 2012 EUR : 30 novembre 2012 | Cette première mise à jour via la connexion Internet comprend les améliorations des fonctions réseau suivantes : - accès au Menu Wii (lecture des jeux Wii, transfert de données Wii-Wii U) ; - ajout des fonctions de création et d’association des identifiants Nintendo Network ; - ajout des fonctionnalités en ligne (Miiverse, Nintendo eShop, Navigateur Web, liste de notifications et d'amis, le Wii U Chat) ; - ajout de la gestion des téléchargements ; - ajout de la fonction de mise à jour des logiciels ; - ajout de fonctions pour les supports de sauvegarde USB. |
| Version 1.0.0     | USA : 18 novembre 2012 EUR : 30 novembre 2012 | C'est la version de base de la console avant sa mise à jour logicielle obligatoire. |